# Rolfe (Iowa)
Rolfe é uma cidade localizada no estado americano de Iowa, no Condado de Pocahontas.

## Demografia
Segundo o censo americano de 2000, a sua população era de 675 habitantes.
Em 2006, foi estimada uma população de 600, um decréscimo de 75 (-11.1%).

## Geografia
De acordo com o United States Census Bureau tem uma área de
2,7 km², dos quais 2,7 km² cobertos por terra e 0,0 km² cobertos por água. Rolfe localiza-se a aproximadamente 363 m acima do nível do mar.

## Localidades na vizinhança
O diagrama seguinte representa as localidades num raio de 16 km ao redor de Rolfe.